# Nước muối sinh lý
Nước muối sinh lý là hỗn hợp giữa nước và natri chloride được pha chế với tỷ lệ 0,9%, tức 1 lít nước với 9 gam natri chloride tinh khiết, là dung dịch đẳng trương có áp suất thẩm thấu xấp xỉ với dịch trong cơ thể người. Nước muối sinh lý thường được dùng để cung cấp và bổ sung nước cũng như chất điện giải, dùng để rửa mắt, mũi, súc miệng.
Trong y học, nước muối sinh lý được tiêm qua tĩnh mạch để điều trị mất nước khi viêm dạ dày và đái tháo đường. Nước muối sinh lý cũng có thể dùng làm dung dịch để khí dung có tác dụng làm sạch mũi, họng và là lọ thuốc không thể thiếu cho những bệnh nhân ung thư đã cắt bỏ thanh quản toàn phần phải thở qua một lỗ thở ở vùng cổ để làm mất đi lớp vẩy đóng ở đó, tránh bít tắc lỗ thở.
Nước muối sinh lý dùng để rửa mũi được pha chế dạng 100ml, 500ml, nhưng cũng có người sử dụng nước muối sinh lý truyền tĩnh mạch để rửa.